# 霍里克一世

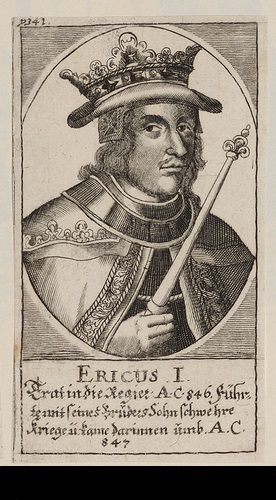
霍里克一世

霍里克一世（Horik I，—854年）是一位丹人国王。他自813年起成為共治国王，约828年起成为唯一的国王，在他统治时期，丹人多次袭击加洛林帝国。
843年法兰克帝国解体后，霍里克一世打算進攻西法兰克王國和东法兰克王國。845年，霍里克一世的一位下屬率领舰队沿塞纳河而上攻打巴黎（巴黎围城战），巴黎被洗劫一空，西法蘭克王國國王秃头查理逃亡，最终向霍里克一世的下屬支付赎金。霍里克一世的下屬從巴黎帶走大量战利品被。 
850年，霍里克一世和两位侄子將王国三分 。854年，國家出現內戰，霍里克一世被殺。